# Grutas de Coconá
A Grutas de Coconá (jelentése: a Coconá (hegy) barlangjai) egy nemzeti emlékké nyilvánított barlangrendszer a mexikói Tabasco állam déli részén.

## Története
Bejáratát 1876-ban egy vadászat során véletlenül fedezte fel egy testvérpár, Rómulo és Laureano Calzada Casanova, de az első feltáró expedícióra csak 1892. július 20-án került sor, amikor José Narciso Rovirosa Andrade természettudós a Juárez Intézet tanulóinak egy csoportjával belépett a barlangba. Ez a négy óráig tartó felderítés az összesen nyolc teremből álló barlang hosszát 492 méterben állapította meg. A 20. század elején az akkor még őrzetlen barlangba olyanok is betévedtek, akik több kőképződményt megrongáltak, de 1967 óta, amikor a helyi önkormányzat és Carlos Pellicer Cámara író–költő kezdeményezésére kiépült a belső járda és a világítás, már csak ellenőrzött körülmények között látogatható. 1979-ben a barlang belsejében, ahova csak egy szűk járaton lehet eljutni, mamutcsontokat találtak.

## Leírása
A Tabasco állam déli részén, Teapa község központja, Teapa közvetlen közelében, a tenger szintje felett mintegy 50 méterrel fekvő barlang a trópusi erdővel borított Coconá hegy oldalában nyílik. A több teremre tagolódó járatban számos látványos cseppkőalakzat figyelhető meg. A termek részben ezen alakzatok fantázianeve után, részben természettudósokról kapták elnevezésüket; létezik például Kísértetek terme („Salón de los Fantasmas”), Manuel Villada-terem, Ghiesbreght-terem és Mariano Bárcena-terem is, az egyik helyet pedig Elsüllyedt székesegyháznak nevezik. A kőképződmények elnevezései között olyanok fordulnak elő, mint például a Szerzetes, a Leguán, a Bölcsességfog, a King Kong családja, a Banánfürt és a Béka, de vannak olyanok is, amelyeket egy oroszlán szájához, egy marimbához vagy egy fej nélküli tyúkhoz hasonlítanak. Az úgynevezett Tök tövénél egy egyesek által fiatalító erejűnek hitt vízzel rendelkező ásványforrás fakad. Tovább haladva a Titokzatos folyosó nevű szűk járatban megemlekedik a hőmérséklet, majd egy újabb terembe, a Szelek termébe vezet az út, ahol a Cápaszáj, a Pávaláb és egy indiánszerű alakzat is megfigyelhető. A Nagy boltozat („Gran Bóveda”) nevű helyen éri el a barlang a legnagyobb méreteit: ez a terem 115 méter hosszú, 26 méter széles és 25 méter magas. Ennek közelében található meg a barlang egyik kincse, az eredetileg a természeti erők által kialakított, de később egy ismeretlen művész által kissé átfaragott alakzat, a Jézus arca.
Az 1988 óta természetvédelem alatt álló barlangot havonta mintegy 1000–1200 turista látogatja, tizedük külföldről érkezik. A bejárat közelében a látogatók számára parkolót, vendéglőt, játszóteret és tűzrakóhelyeket is kialakítottak.